# Papanice
Papanice (Papanici nel dialetto locale) è una frazione di Crotone di circa tremila  abitanti e dista dal capoluogo di provincia 11,5 km. Pur essendo una frazione di Crotone, Papanice si distingue per usi, costumi, tradizioni e dialetto.

## Geografia fisica
Papanice dista 11,5 km da Crotone, di cui costituisce la parte più interna verso le prime colline del Marchesato.
La frazione confina a nord con il territorio del comune di Scandale, paese posto a 18 km; ad ovest e a sud con il territorio del comune di Cutro, paese posto ad 8 km.

## Storia
Si trova accorpata alla città di Crotone a partire dal 1806 a seguito di una riforma amministrativa operata da Gioacchino Murat. Precedentemente, Papanice aveva una propria autonomia amministrativa, era una Universitas (un attuale comune) con un proprio sindaco, Stefano Pangaro (fonte Catasto Onciario del 1755) aveva un proprio simbolo rappresentato da San Nicola al centro con tutt'intorno la scritta latina San Nicolaus protector terrae Papanici ("San Nicola protettore della terra di Papanice"), simbolo rinvenuto dall'Avvocato Fiorenzo Adolfo Trocino presso l'Archivio di Stato di Napoli, nei volumi del Catasto Onciario di Papanice del 1755.
Papanice aveva la propria autonomia amministrativa, disponendo di un sindaco e di un proprio bilancio, ma di fatto era sottomessa alla potente famiglia Sculco. Prima don Tommaso Domenico (1664-1734), e poi don Francesco Antonio (1700-1767) avevano il controllo del mercato del grano duro prodotto a Papanice: infatti, all'inizio di ogni semina, nel mese di novembre, erano loro a fornire ai contadini sia i mezzi (aratri, muli, bovini) che le sementi e, a volte, anche piccoli prestiti in danaro. In questo modo, si assicuravano il raccolto nel mese di giugno dell'anno successivo. Il grano prodotto dai contadini di Papanice, pagato a tomolo (circa 50 kg), veniva prima ammassato nei magazzini di Crotone, e poi rivenduto al triplo sul mercato di Napoli. Il trasporto veniva effettuato con le navi dal porto di Crotone, di cui gli Sculco e i Lucifero riscuotevano anche i diritti doganali per le merci imbarcate.
Verso la fine del Settecento periodi di lunghe carestie (tra cui si ricorda quella più critica dal 1759 al 1765) e il terremoto della Calabria meridionale del 1783 decimarono la popolazione che dai 1.000 di inizio secolo passò a circa 300.

## Monumenti e luoghi d'interesse

### Chiesa della Pietà
Di interesse storico è sicuramente la chiesa della Pietà, ove si può ammirare una tela ottocentesca raffigurante, appunto, la Madonna della Pietà, restaurata di recente (2007) e restituita all'antico splendore.

### Chiesa dei Santi Apostoli Pietro e Paolo, detta di San Pantaleone
All'interno della chiesa dei Santi Apostoli Pietro e Paolo, detta di San Pantaleone, si può ammirare, entrando sul lato destro, un fonte battesimale del Cinquecento. La particolarità di questo fonte battesimale è il piedistallo su cui poggia: infatti, raffigura il corpo di un lupo. Sempre sul lato destro troviamo un crocifisso ligneo del Seicento, posto all'interno di una nicchia di pietra lavica ad opera di Gregorio Carnevale. Il crocifisso ligneo è stato restaurato nel 2007. Sopra l'altare principale, si può vedere la statua di San Pantaleone, il protettore della frazione, che si festeggia il 27 luglio. Infine, sulla volta è possibile ammirare una tela, opera di Gisella Arrigo (un'artista locale), denominata La Gloria di San Pantaleone.

## Cultura

### Cucina
Alcuni piatti tipici sono:
- I crustuli, dolci fritti fatti con farina di grano tenero, ottenuti da un impasto molto liquido e ricoperti di zucchero e di vino cotto. La parola crustulo deriva dal latino crustulum che significa "tarallo". A Crotone invece con questo nome indicano il dolce successivo che a Papanice è chiamato tardillo.
- I tardiddri, dolci fritti fatti con farina di grano duro e ricoperti di miele.
- La pitta, un dolce pasquale che viene talvolta preparato anche a Natale. L'impasto è fatto con farina di grano duro, lievito, acqua e viene guarnito con liquori oppure con olio d'oliva o miele
- La cuzzupa, che ha come ingredienti farina, uova, zucchero semolato, lievito in polvere per dolci, latte fresco intero, burro, limone, vaniglia e sale.

## Economia
Settori principali sono l'agricoltura e il lavoro impiegatizio: infatti, l'80% dei papanicesi o papaniciari lavora a Crotone.

### Agricoltura
Vi si coltiva soprattutto il grano duro, ma sono anche notevoli le coltivazioni stagionali quali finocchi, barbabietole e pomodori; questo nelle zone in cui è possibile attingere dell'acqua tramite condotte forzate, o tramite laghetti artificiali. Sono presenti altresì numerosi uliveti, la cui raccolta delle olive e l'olio prodotto è ad uso e consumo delle singole famiglie.
Numerose sono le piantagioni di eucalipto: questo tipo di albero, contenente un'alta percentuale di cellulosa, fu impiantato a partire dagli anni cinquanta dopo la costruzione a Crotone della cartiera. La coltivazione di questi alberi doveva servire per l'approvvigionamento di quest'industria. Da qualche anno la cartiera non è più funzionante.
Papanice era famosa anche per la coltivazione dei piselli, rinomati in tutta la regione, adesso se ne coltivano piccoli appezzamenti ad uso e consumo delle singole famiglie; l'incentivazione della coltivazione di questo legume potrebbe rappresentare una possibile ricchezza per la frazione, ma ormai sono pochi coloro che si dedicano all'agricoltura: infatti, mentre fino al 1960 occupava quasi il 90% della popolazione, adesso ne occupa circa l'8%.

## Infrastrutture e trasporti

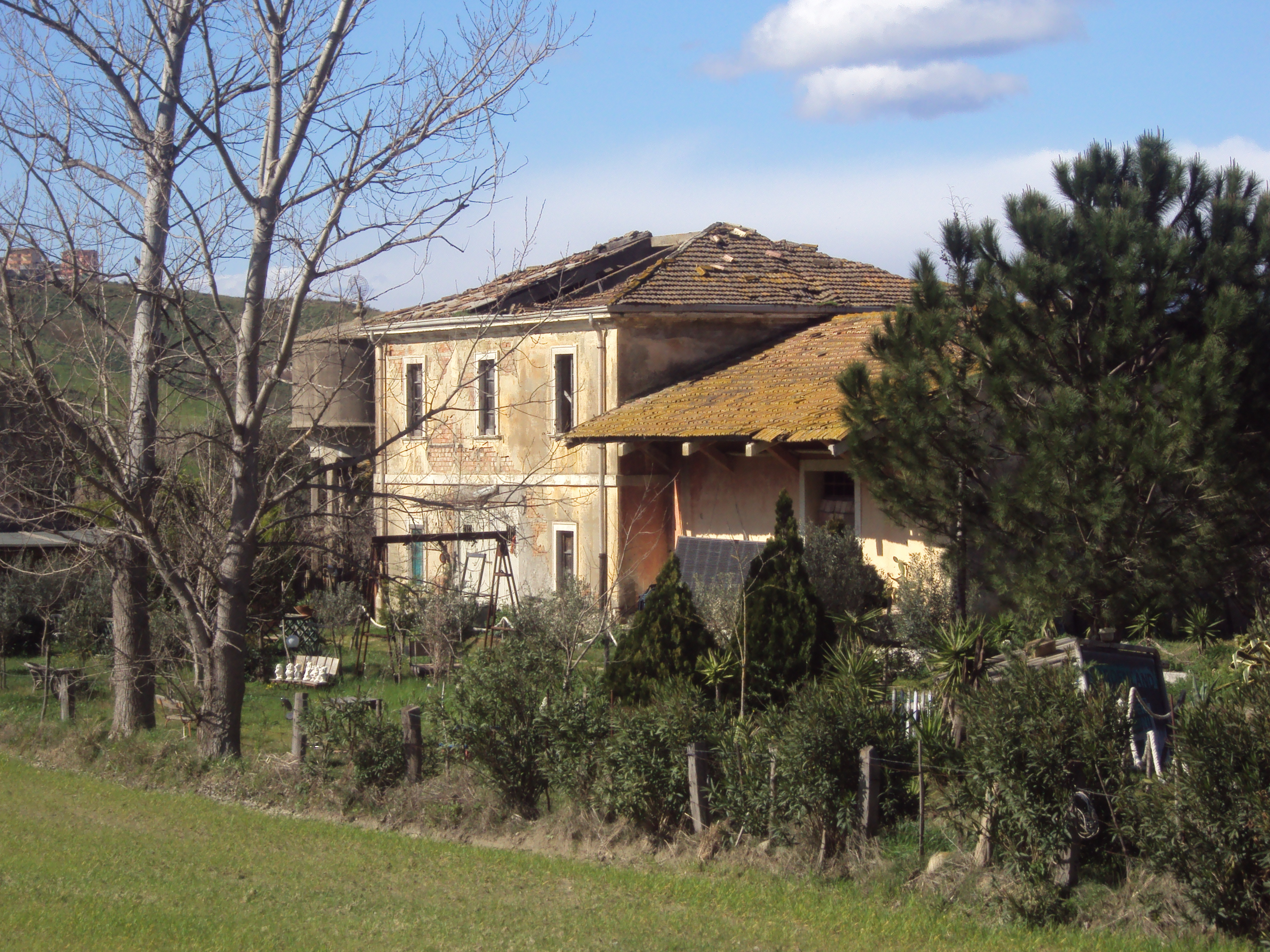
La stazione, ormai abbandonata, di Papanice-Apriglianello.

Papanice è collegata a Crotone tramite la strada provinciale 52 che inizia dalla strada Statale 106 al km 246,700 e termina all'inizio della frazione, per una lunghezza di 8,7 km.
Le stazioni ferroviarie più vicine sono quella di Cutro, che dista 10 km, e quella di Crotone, che dista 11,5 km.
Papanice aveva una sua stazione ferroviaria, posta sulla vecchia linea della Calabro-Lucana da Crotone a Petilia Policastro e attiva dal 3 agosto 1930 al 3 agosto 1972; adesso vi è solo il rudere del caseggiato stazione. Distante circa 2 km dal centro abitato, si arrivava tramite un sentiero da fare a piedi o a dorso di mulo che iniziava dalla vecchia pesa e scendeva giù fino alla stazione.